# Ignace Agricola
Pour les articles homonymes, voir Agricola.
Ignace Agricola (ou Ignatius Agricola) né le 31 juillet 1661 à Zusamaltheim (Principauté épiscopale d'Augsbourg), et décédé le 23 janvier 1729 à Munich (Électorat de Bavière) est un prêtre jésuite allemand, auteur d’une histoire des jésuites en Allemagne du sud qui a fait autorité.

## Biographie
Ignace Agricola entre dans la Compagnie de Jésus le 28 septembre 1677, à l’âge de 16 ans et fait son noviciat à Landsberg en Bavière. Ordonné prêtre le 14 avril 1691 à Eichstätt et sa formation spirituelle et académique étant terminée, il enseigne la classe de rhétorique à Landshut (1691-1693) et Landsberg (1694-1697). Il est ensuite envoyé au collège de Feldkirch, en Autriche où il enseigne la logique (1698-1699) tout en étant prédicateur à l’église Saint-Nicolas (aujourd’hui cathédrale du diocèse). Il y est également directeur d’une congrégation mariale.
De 1701 à 1717 Agricola donne des missions paroissiales et dirige des congrégations mariales à Ingolstadt, Neuburg, Hall en Tyrol et Amberg, sauf deux années passées à Pruntrut en Suisse (1713-1714) comme procureur des jésuites.
De 1717 à sa mort il consacre son temps à la composition d’une grande Histoire de la province jésuite d’Allemagne supérieure (Haute-Allemagne). Le premier volume couvre la période de la fondation de la Compagnie de Jésus (1541) à 1590 ; le second de 1591 à 1590. L’œuvre est importante car elle se base sur des documents – les archives des maisons jésuites concernées – qui ont aujourd’hui disparu. Par ailleurs son aspect d’édification du lecteur lui enlève une partie de sa crédibilité historique. L’œuvre fut continuée par Adam Flotto et François Xavier Kropf (jusqu’en 1640).

## Écrits
- Historia Provinciae Societatis Jesu Germaniae Superioris (pars prima 1541-1590; pars secunda 1591-1600), 2 vol., Augsbourg, 1727-1729.